# Инфиксна нотација
Инфиксна нотација је уобичајена нотација за аритметичке и логичке формуле, код које се оператори записују инфиксно, између операнада на које се односе (нпр. 2 + 2). Није једноставна за рачунарско парсирање као префискна нотација (+ 2 2) или постфиксна нотација (2 2 +), али је многи програмски језици користе због тога што су људи навикнутији на њу.
Код инфиксне нотације, за разлику од префискне и постфиксне, неопходне су заграде које заокружују групе операнада и оператора, како би се нагласило којим редом се операције извршавају. У недостатку заграда, постоје конвенције које одређују редослед операција.